# Радіоелектроніка
Радіоелектро́ніка — галузь науки і техніки, яка охоплює теорію, методи створення та використання пристроїв для передавання, приймання та перетворення інформації за допомогою електромагнітної енергії.
Термін «радіоелектроніка» з'явився в 50-х роках 20 століття і є до певної міри умовним. Радіоелектроніка охоплює радіотехніку і електроніку, в тому числі напівпровідникову електроніку, мікроелектроніку, квантову електроніку, ІЧ техніку, хемотроніку, оптоелектроніку, акустоелектроніку, кріоелектроніку та ін Р. тісно пов'язана, з одного боку, з радіофізикою, фізикою твердого тіла, оптикою і механікою, а з іншого — з електротехнікою, автоматикою, телемеханікою і обчислювальною технікою.
Методи та засоби радіоелектроніки знаходять широке застосування у радіозв'язку, космічній техніці, системах дистанційного керування, радіонавігації, автоматиці, обчислювальній техніці, радіолокації, військовій техніці та спеціальній техніці, в побутовій техніці тощо. Продукцією радіоелектроніки є радіоелектронна апаратура.
Сфера використання радіоелектроніки безперервно розширюється, проникаючи в економіку, промислове виробництво, сільське господарство, медицину, транспорт та в інші області людської діяльності.